# Vesly (Eure)
Vesly ist eine französische Gemeinde mit 621 Einwohnern (Stand: 1. Januar 2022) im Département Eure in der Region Normandie. Sie gehört zum Arrondissement Les Andelys und zum Kanton Gisors. Die Einwohner werden Baciviens genannt.

## Geographie
Vesly liegt etwa 46 Kilometer ostsüdöstlich von Rouen. Umgeben wird Vesly von den Nachbargemeinden Gamaches-en-Vexin im Norden und Nordwesten, Chauvincourt-Provemont im Norden, Noyers im Osten, Guerny im Südosten, Authevernes im Süden, Les Thilliers-en-Vexin im Westen und Südwesten sowie Villers-en-Vexin im Westen.

## Bevölkerungsentwicklung
| Jahr                      | 1962 | 1968 | 1975 | 1982 | 1990 | 1999 | 2006 | 2013 |
| Einwohner                 | 451  | 444  | 411  | 459  | 538  | 620  | 639  | 684  |
| Quelle: Cassini und INSEE |      |      |      |      |      |      |      |      |

## Sehenswürdigkeiten
- Kirche Saint-Maurice, Monument historique

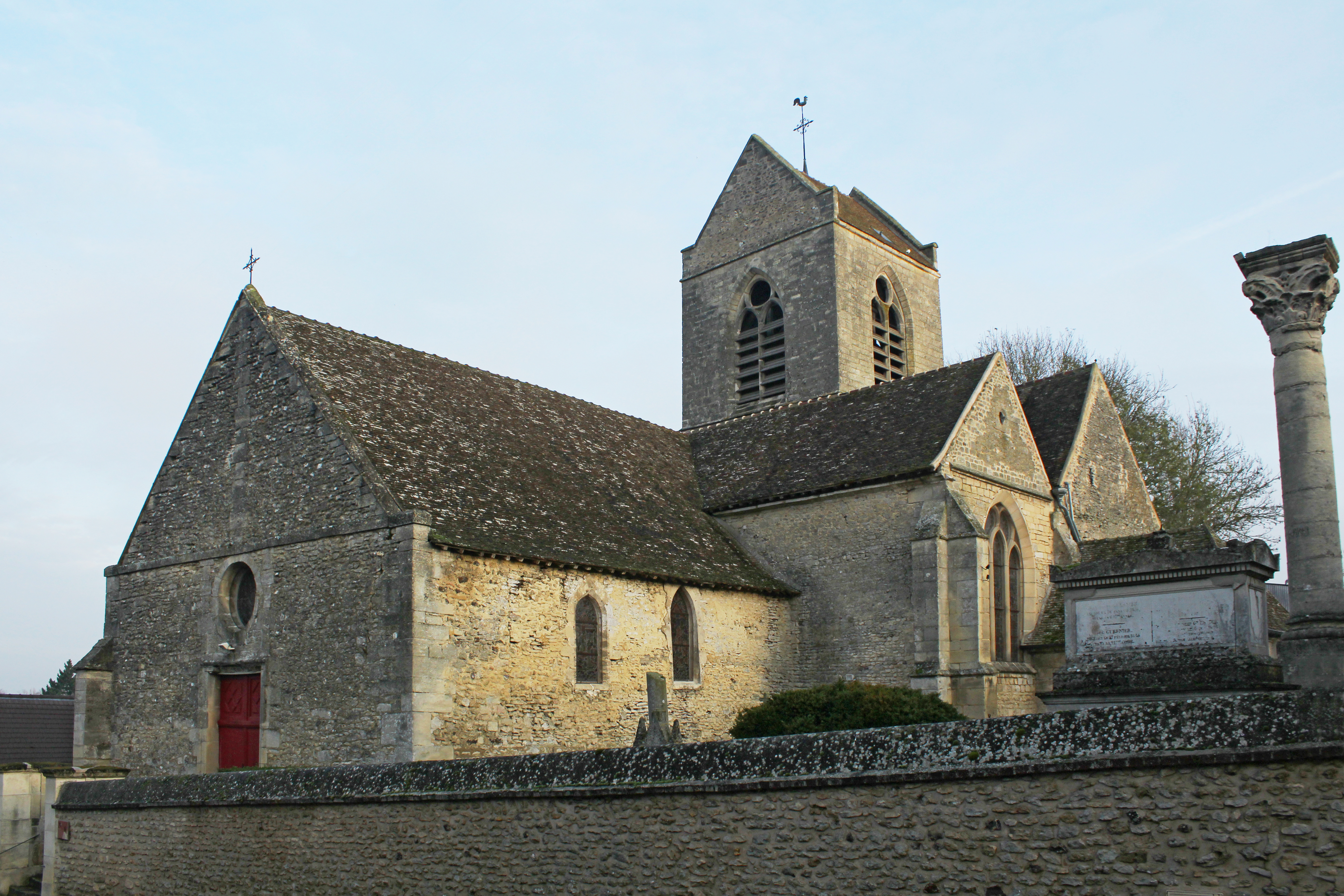
Kirche Saint-Maurice